# Jacksons akalat
De Jacksons akalat (Sheppardia aequatorialis) is een zangvogel uit de familie Muscicapidae (vliegenvangers).

## Verspreiding en leefgebied
Deze soort telt 2 ondersoorten:
- S. a. acholiensis: zuidelijk Soedan.
- S. a. aequatorialis: oostelijk Congo-Kinshasa, zuidelijk Oeganda, Rwanda, Burundi en westelijk Kenia.